# Hausmehring (Nandlstadt)
Hausmehring ist ein Gemeindeteil des Marktes Nandlstadt im Landkreis Freising in Oberbayern. Das Dorf liegt inmitten der Hallertau, etwa 24 Kilometer nordöstlich der Kreisstadt Freising.

## Geschichte
Der Ort gehörte bis zum Beginn des 19. Jahrhunderts zur Obmannschaft Airischwand im Landgericht Moosburg an der Isar. Zu ihr gehörten neben dem Hauptort und Hausmehring auch die Weiler Ried (Bauernried), Griendling (Großgründling), Ammersberg und Bergen (Faistenberg) sowie die Einöden Rehloh, Gütersberg und Ziegl.
Im Zuge der Gemeindebildung nach dem Zweiten Gemeindeedikt wurde im Jahr 1818 die Gemeinde Airischwand gebildet, der auch Hausmehring angehörte. Diese wurde mit der Gebietsreform in Bayern am 1. Mai 1978 wieder aufgelöst. Hausmehring kam mit Airischwand, Bauernried, Faistenberg, Großgründlach, Kainrad, Rehloh und Zulehen nach Nandlstadt, die Gemeindeteile Ammersberg, Goglhof, Gütersberg, Haider, Haslreuth, Holzhaus und Stadlhof wurden in die Gemeinde Hörgertshausen eingegliedert.